# Stanica Wąskotorowa
Stanica Wąskotorowa – wąskotorowa stacja kolejowa w Stanicy zlokalizowana w kilometrze 32,8 linii kolejowej Bytom Karb Wąskotorowy - Markowice Raciborskie Wąskotorowe Górnośląskich Kolei Wąskotorowych. W latach 1899–1945 odcinek, na którym znajduje się ta stacja, był częścią kolei Gliwice Trynek - Rudy - Racibórz. Stacja została otwarta w 1899 roku, a zamknięta w roku 1991. Obecnie stacja ponownie jest czynna za sprawą kursującej do niej kolejki turystycznej z Rud.